# ALL HANDS TOGETHER
《ALL HANDS TOGETHER》，日本女歌手中島美嘉的第18張單曲。2006年6月7日發行。

## 概述
- 自前作「CRY NO MORE」後，再次以美國民族音樂的意識製作的歌曲。
- 本作的標語是「ALL HANDS TOGETHER ～愛音樂的人們啊 現在 就從這裡重新站起來～」。
- 致2005年8月受颶風卡特里娜吹襲的城市新奥爾良的慈善歌曲，CD部分收入給新奧爾良復興支援用。
- 音樂錄像帶於新奧爾良拍攝。
- c/w曲「WHAT A WONDERFUL WORLD」為路易斯·岩士唐的同曲翻唱。
- 初回盤附送中島美嘉特製手鍊。

## 收錄曲
1. ALL HANDS TOGETHER（5:52）
  - 作詞：中島美嘉、SOUL OF SOUTH／作曲：Lori Fine／編曲：河野伸
2. WHAT A WONDERFUL WORLD（2:52）
  - 作詞・作曲：George David Weiss、Robert Thiele／編曲：Dr. kyOn
3. ALL HANDS TOGETHER（COLDFEET Remix）（6:37）
4. ALL HANDS TOGETHER（Instrumental）（5:48）

## 資料來源
- Sony Music Online Japan : 中島美嘉 : ALL HANDS TOGETHER（页面存档备份，存于）